# میشل نولدن
میشل نولدن (انگلیسی: Michelle Nolden؛ زادهٔ ۱۷ مارس ۱۹۷۳) بازیگر اهل کانادا است. وی از سال ۱۹۹۸ میلادی تاکنون مشغول فعالیت بوده‌است.
از فیلم‌ها یا برنامه‌های تلویزیونی که وی در آن نقش داشته‌است، می‌توان به سی‌اس‌آی: میامی، ماجراهای مرداک، همسر مسافر زمان، رد، کری، جن‌زده، مردن در تیراندازی، همه کلاه و مرد کامل اشاره کرد.